# Klamath Reservation
Die Klamath Reservation ist ein Indianerreservat im Westen der Vereinigten Staaten. Dort befindet es sich im südlichen Oregon, etwa 80 Kilometer nördlich der Grenze zu Kalifornien. Das Indianerreservat wurde 1864 für Angehörige der Indianerstämme Klamath, Modoc, Pit River, Shasta und Nördliche Paiute sowie Schlangenindianer eingerichtet.